# Propaganda (libro)
Propaganda è un saggio pubblicato nel 1928 da Edward Bernays, considerato uno dei padri fondatori delle moderne relazioni pubbliche. In questo libro, Bernays analizza il ruolo della propaganda nella società dei consumi moderna e le sue applicazioni nell'influenzare le masse e l'opinione pubblica. Egli esplora l'idea che la manipolazione dell'opinione pubblica sia una parte necessaria del funzionamento democratico e che i leader politici, i governi e le imprese abbiano bisogno di strumenti per guidare e modellare le convinzioni delle persone. L'opera è famosa per il suo approccio innovativo all'uso della comunicazione di massa per influenzare il pensiero e il comportamento, e per il suo legame con il concetto di "ingegneria del consenso". Bernays sviluppa queste idee partendo dai principi della psicologia delle folle di Gustave Le Bon e dalla teoria freudiana della psiche, attraverso l'insegnamento dello zio, Sigmund Freud. Il saggista americano Walter Lippmann fu il mentore non riconosciuto di Bernays e il suo lavoro The Phantom Public influenzò notevolmente le idee espresse in Propaganda un anno dopo. Questo libro contribuì a consacrare Bernays come il "padre delle relazioni pubbliche ".

## Sinossi
I capitoli da uno a sei affrontano la complessa relazione tra psicologia umana, democrazia e aziende. Bernays sostiene che una minoranza intelligente e dominante, attraverso la propaganda e la gestione strategica delle informazioni, può orientare la maggioranza meno informata. Egli giustifica la manipolazione dell'opinione pubblica come uno strumento necessario per mantenere ordine nella società democratica, dove i cittadini non possono essere pienamente informati su ogni questione. “L’ingegneria del consenso” delle masse sarebbe, secondo l'autore, vitale per la sopravvivenza della democrazia. Spiega Bernays:
(Edward Bernays, Propaganda, come si manipola l'opinione pubblica e si fabbrica il consenso. Milano: Ibex Edizioni, 2024, p. 23.)
Bernays estende questo argomento anche all'ambito economico, descrivendo come positivo l'impatto della propaganda al servizio del capitalismo.
(Edward Bernays, Propaganda, come si manipola l'opinione pubblica e si fabbrica il consenso. Milano: Ibex Edizioni, 2024, p. 78.)
Bernays descrive come una "minoranza invisibile" o élite eserciti il potere reale nella società, controllando l'opinione pubblica attraverso l'uso della propaganda. Egli ritiene che questa élite abbia una responsabilità nel guidare la società verso il progresso e attribuisce grande importanza al potere che si concentra nelle mani dei "produttori di propaganda", come lui stesso si autodefinisce. Egli sostiene che "i pensieri e le azioni degli individui di oggi non sono altro che un surrogato compensativo di quei desideri che l'uomo è stato obbligato a reprimere col tempo". Bernays suggerisce che la propaganda può diventare sempre più efficace e influente attraverso la scoperta delle motivazioni più nascoste alla base delle scelte comportamentali delle masse, e introduce il concetto di "ingegneria del consenso",ovvero la capacità di creare consenso popolare su determinate idee o azioni, utilizzando tecniche psicologiche e mezzi di comunicazione di massa. Bernays propone questa pratica come un’arte necessaria e benigna, se condotta correttamente, per gestire la complessità sociale e l'economia capitalistica.
(Edward Bernays, Propaganda, come si manipola l'opinione pubblica e si fabbrica il consenso. Milano: Ibex Edizioni, 2024, p. 55.)
Un'altra parte significativa del libro è dedicata all'applicazione della propaganda nel mondo del marketing e della pubblicità commerciale, nonché nel contesto della politica. Bernays spiega come le aziende possano sfruttare la propaganda per vendere prodotti e come i governi possano usarla per ottenere il supporto pubblico su temi nazionali e internazionali.
Gli ultimi cinque capitoli ribadiscono ampiamente i concetti espressi in precedenza nel libro e forniscono casi di studio su come utilizzare la propaganda per promuovere efficacemente i diritti delle donne, l'istruzione e i servizi sociali.
(Edward Bernays, Propaganda, come si manipola l'opinione pubblica e si fabbrica il consenso. Milano: Ibex Edizioni, 2024, p. 148.)

## Impatto
Propaganda ha avuto un impatto notevole nel campo delle relazioni pubbliche, del marketing, della pubblicità (anche ingannevole) e della comunicazione politica. Bernays, nel suo lavoro di consulente per grandi aziende e politici, ha utilizzato molte delle idee esposte nel libro per influenzare il comportamento dei consumatori e degli elettori. Lo studioso di relazioni pubbliche Curt Olsen sostiene che il pubblico accettò ampiamente la visione "solare" della propaganda offerta da Bernays, un'accettazione che venne erosa solo in luce dei devastanti esiti della seconda guerra mondiale. L'opera ha sollevato dibattiti sul ruolo della propaganda nella società democratica, sollevando preoccupazioni su questioni etiche e sulla potenziale manipolazione del pubblico. Molti critici sostengono che Propaganda abbia contribuito alla crescita di una cultura consumistica e alla creazione di strategie persuasive occulte che sfruttano le debolezze psicologiche delle persone. Scrittori come Marvin Olasky invece giustificano Bernays, dipingendolo come paladino della democrazia moderna ed accettando le sue élite "invisibili" come l’unica alternativa contro il controllo autoritario delle masse.
I concetti delineati in Propaganda di Bernays e in altre opere hanno permesso lo sviluppo del primo "modello bidirezionale" delle relazioni pubbliche, utilizzando elementi delle scienze sociali per orientare meglio l'opinione pubblica. Bernays giustificò le relazioni pubbliche come professione sottolineando come nessun individuo potesse avere il monopolio della verità. Secondo l'esperto di relazioni pubbliche Stuart Ewen, "Ciò che Lippmann ha esposto in termini generali e astratti, è stato da Bernays ripreso in termini specifici e pratici ". Nonostante le controversie, il libro è stato e continua ad essere un riferimento fondamentale per chi studia le tecniche di comunicazione e persuasione, le relazioni pubbliche e il marketing. L’approccio analitico di Bernays e le sue teorie innovative hanno aperto la strada alla moderna industria delle pubbliche relazioni e della pubblicità, influenzando profondamente la comunicazione politica e commerciale del XX e XXI secolo. Le sue tecniche sono ormai elementi fondamentali per la creazione di elementi cruciali nella società contemporanea come ad esempio il personal brand o le campagne politiche .

## Critiche e controversie
L'approccio di Bernays alla propaganda ha suscitato polemiche sia ai suoi tempi che successivamente. Molti studiosi e critici hanno sollevato preoccupazioni etiche riguardo all'idea di manipolare l'opinione pubblica per il bene di una "minoranza illuminata". Alcuni vedono nel suo lavoro i semi di pratiche propagandistiche più sinistre, come quelle adottate dai regimi totalitari durante il XX secolo.
(Noam Chomsky, Necessary Illusions: Thought Control in Democratic Societies)
Altri, invece, riconoscono il contributo di Bernays nel professionalizzare il campo delle relazioni pubbliche e nel portare alla luce il potenziale della comunicazione di massa come strumento per modellare il comportamento umano in contesti democratici e commerciali.

## Edizioni e traduzioni
Dal 1928, Propaganda è stato ristampato numerose volte ed è stato tradotto in varie lingue. L'opera è diventata un testo di riferimento in numerosi corsi universitari di comunicazione, pubblicità e scienze politiche. La sua influenza si estende ancora oggi, soprattutto nell'era dei media digitali, dove molte delle sue teorie sono considerate attuali per comprendere le dinamiche di persuasione attraverso i social media e le campagne politiche moderne. Le edizioni pubblicate in Italia sono 4:
- Propaganda: come si manipola l'opinione pubblica e si fabbrica il consenso. Pref. Giorgio Bianchi. Traduzione di Giò Fumagalli e Fabrizio Roscelli. Milano: Ibex Edizioni, 2024
- Propaganda. Come manipolare l'opinione pubblica. A cura di Raf Valvola Scelsi, traduzione di Giancarlo Carlotti. Milano: Shake Edizioni, 2020
- Propaganda. L'arte di manipolare l'opinione pubblica. Traduzione di Andrea Roveda. Piano B Edizioni, 2018
- Propaganda. Della manipolazione dell'opinione pubblica in democrazia. Traduzione di Augusto Zuliani. Roma: Fausto Lupetti Editore, 2008